# Kalina Jędrusik
Kalina Jędrusik (n. 5 februarie 1931, Częstochowa, Polonia – d. 7 august 1991, Varșovia, Polonia)  a fost o actriță poloneză de teatru și film, cântăreață și artistă de cabaret. A jucat în peste treizeci de filme între 1953 și 1991. Jędrusik a fost căsătorită cu scriitorul Stanisław Dygat.
Printre cele mai cunoscute filme ale sale se numără 

## Biografie
S-a născut în 1930 la Gnaszyn, deși anul 1931 a fost în evidențele oficiale de mulți ani (această dată poate fi găsită și pe piatra ei funerară). A fost fiica lui Henryk Jędrusik, senator al Republicii Polone în anii 1938–1939. Avea o soră mai mare, Zofia, și un frate vitreg, Maciej. A absolvit Școala I Gimnazială Generală Juliusz Słowacki la Częstochowa în 1949. 
A urmat pregătirea de actorie la Școala de Stat de Teatru PWST din Cracovia unde în 1953 a obținut diploma de absolvire. Primul angajament l-a avut în sezonul 1953/1954 la Teatr Wybrzeże din Gdansk. 
Din 1955 a fost membră a diferitelor ansambluri la teatrele din Varșovia. În 1956 a apărut pentru prima dată la televizor în piesa L'Apollon de Bellac (1946) de Jean Giraudoux.
În anii 1960 a fost una dintre cele mai populare chansonetiste din Polonia și a câștigat cel mai important festival de muzică până în prezent, din Opole. A obținut de asemenea, o mare popularitate prin aparițiile ei la televiziune în programele Cabaretului pentru domni în vârstă (Kabaret Starszych Panów). A apărut și în postura de cântăreață în unele filme. Și-a făcut debutul în film în 1957 și a avut ultima ei apariție înainte de moarte în filmul Viața dublă a Veronicăi de Krzysztof Kieślowski.
Kalina Jędrusik a fost căsătorită cu scriitorul Stanisław Dygat și este înmormântată alături de soțul ei în cimitirul Powązki din Varșovia.

## Filmografie selectivă
- 1958 Eva will schlafen (Ewa chce spać), regia Tadeusz Chmielewski
- 1960 Fermecătorii inocenți (Niewinni czarodzieje), regia Andrzej Wajda
- 1961 Die unvergessene Nacht (Dziś w nocy umrze miasto), regia Jan Rybkowski
- 1962 Morgen: Premiere (Jutro premiera), regia Janusz Morgenstern
- 1963 Dragoste neîmplinită (Jak być kochaną), regia Wojciech Has
- 1964 Die Sommerhitze (Upał), regia Kazimierz Kutz
- 1965 Pinguinul (Pingwin), regia Jerzy Stefan Stawiński) : dublare vocea Baśkăi
- 1966 Heilmittel gegen Liebe (Lekarstwo na milość), regia Jan Batory
- 1966 Unde este al treilea rege? (Gdzie jest trzeci król?), regia Ryszard Ber
- 1967 Jowita, regia Janusz Morgenstern
- 1968 Păpușa (Lalka), regia Wojciech Has
- 1975 Pământul făgăduinței (Ziemia obiecana), regia Andrzej Wajda
- 1976 Mazepa, regia Gustaw Holoubek
- 1980 Levins Mühle, regia Horst Seemann
- 1982 Hotel Polan und seine Gäste, regia Horst Seemann (film TV în trei părți)
- 1985 Baritonul (Baryton), regia Janusz Zaorski
- 1986 Bodensee (Jezioro Bodeńskie), regia Janusz Zaorski (după romanul omonim al soțului ei Stanisław Dygat)
- 1988 Hanussen, regia István Szabó
- 1991 Viața dublă a Veronicăi (La double vie de Véronique/Podwójne życie Weroniki), regia Krzysztof Kieślowski